# Lenda da Lagoa das Furnas

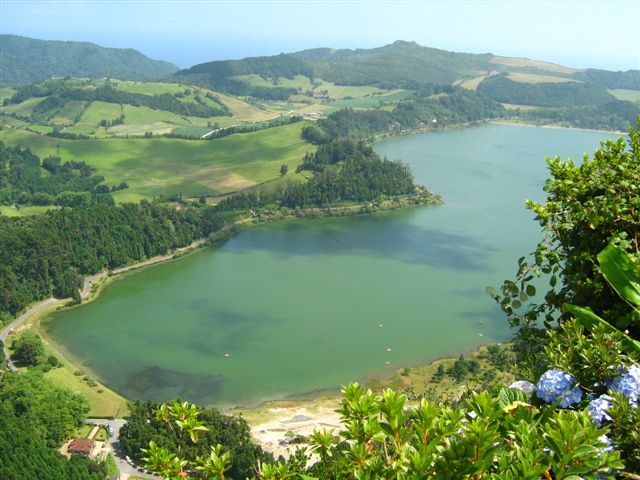
Lagoa das Furnas.

A Lenda da Lagoa das Furnas é uma tradição da ilha de São Miguel, nos Açores. Trata-se de uma tentativa popular para explicar as formações geológicas deixadas nas ilhas pelos vulcões que lhe deram origem e forma.

## Lenda
Segundo a lenda, há muitos anos no local onde actualmente está localizada a Lagoa das Furnas, existia uma bonita aldeia onde as pessoas viviam felizes, faziam muitas festas e viviam quase sem trabalhar. Numa bela manhã de céu e sol claro, como era costume fazer na aldeia, um rapaz saiu de casa para ir a uma fonte próxima buscar água para as lides domésticas e para dar de beber aos seus animais.
Mas a água que costumava ser sempre de agradável paladar estava estranhamente salgada, parecia água do mar e o rapaz teve uma premonição que ia acontecer alguma coisa estranha na sua aldeia e com os seus conterrâneos. Correu para casa dos seus vizinhos para contar o que lhe acontecera, o que vira e o que pensara sobre o caso. Ninguém acreditou nas apreensões do rapaz, e alguns dias depois ele teve de voltar à fonte para ir buscar mais água.
No lago em frente à nascente, para onde corria a bica da água, os peixes saltavam na água e desta para terra, onde acabavam por morrer. Definitivamente convencido de algo ia acontecer à sua aldeia, correu para junto da população, mas novamente ninguém acreditou nele, a não ser o seu avô.
O idoso disse às pessoas da aldeia que parassem com os bailes e com as festas; que um dos mais ligeiros habitantes da aldeia fosse a correr até ao pico mais alto em redor para ver o mar e olhar para o norte, para tentar ver se havia alguma ilha no horizonte, alguma terra à vista a norte. Como ninguém o levou a sério, só o idoso e o seu neto subiram ao monte mais alto.
Quando lá chegaram, via-se no horizonte terra nova, uma ilha despontava pelo meio da bruma. Aflito, o idoso gritou para os aldeões que fugissem para a igreja, vinha aí grande desgraça, no horizonte encontrava-se a ilha encantada das Sete Cidades. Novamente ninguém ligou, nem ao idoso nem ao seu neto. Possivelmente nem o ouviram de tão alta era a música. Desceram ambos o monte, e depois de passarem pela igreja foram tratar dos animais e da vida imediata.
Passou um, dois dias e nada acontecia. O rapaz e o avô resolveram sair da aldeia para levarem os animais ao mercado da aldeia vizinha e por lá se demoraram alguns dias a negociar. Quando voltavam à sua aldeia, à medida que se foram aproximando foram-se apercebendo que as coisas estavam diferentes. Havia terra revoltada e montanhas novas. Ao chegar ao lugar onde devia estar a sua aldeia, esta tinha desaparecido e no seu lugar encontrava-se uma grande lagoa de águas cristalinas e tranquilas. Fora um cataclismo que soterrara para sempre a aldeia.
As pessoas da ilha de São Miguel, reza a lenda, acreditam que os aldeões continuam a viver debaixo das águas da lagoa, e que as borbulhas de gás vulcânico que se vê a sair da água são as pessoas a cozinhar lá no fundo. Dizem que os fumos, tipo fogo-fátuo que por vezes se elevam das águas junto com um cheiro a pão de milho cozido, são as mulheres a aquecer o forno escondidas nos fundos e nas reentrâncias da bela lagoa.